# Auxilio Social
Auxilio Social va ser una organització de socors humanitari constituïda durant la Guerra Civil espanyola a la zona revoltada, fundada per Mercedes Sanz-Bachiller, vídua d'Onésimo Redondo, que al seu torn va ser un dels fundadors de les Juntas de Ofensiva Nacional Sindicalista (JONS). Originalment, l'organització va rebre el nom d'Auxilio de Inverno, seguint el model d'altres organitzacions similars com el Winterhilfswerk de l'Alemanya Nazi. Auxilio Social va tenir un important paper durant els primers anys de la Dictadura franquista, encara que poc després de la seva fundació va quedar englobat dins de la Secció Femenina de la Falange.

## Història

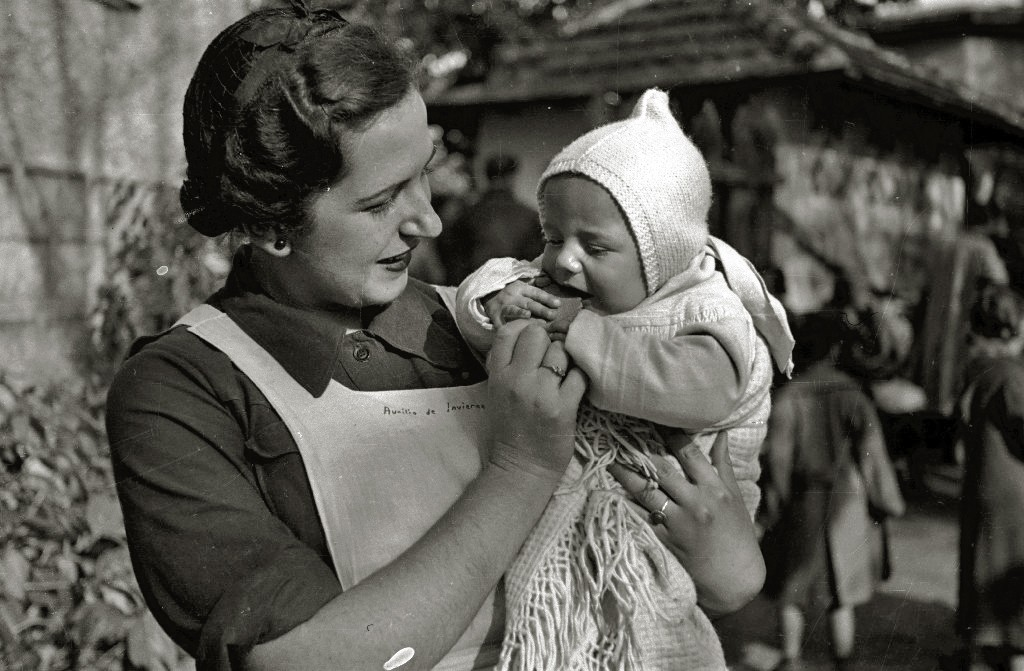
Repartiment de menjar a Guipúscoa per part d'integrants de l'Auxili d'Hivern a 1937.

A mesura que les tropes franquistes avançaven en els fronts anaven acompanyades d'una secció d'Auxilio Social, amb l'encàrrec de repartir menjar entre la població que s'acabava de conquistar. A partir del 19 de desembre de 1936 van començar a funcionar les "Cocinas de Hermandad" dedicades a l'atenció d'aturats i ancians. Al cap d'un any de la seva creació Auxilio Social constava ja amb 711 menjadors i 158 cuines. L'any 1939 el nombre de menjadors s'elevava a 2.487 i 1.561 cuines. Auxilio Social va créixer enormement durant i després de la guerra.
Després del repartiment de menjar, Auxilio Social es va ocupar d'obrir centres per a nens i "Casas de la Madre", que eren menjadors per embarassades i centres de maternologia. Més tard van crear les llars-bressol infantils i escolars per atendre a nens i nenes abandonats o orfes. Després van seguir les llars professionals i d'estudis superiors i les residències separades per sexes per rebre l'educació adequada a l'ideari del nacionalcatolicisme.
Passats els anys 1940, Auxilio Social es va quedar com una institució més d'assistència social dins del Règim. Després de la mort de Franco i el començament de la Transició, en 1976 Auxilio Social va passar a dependre de l'Institut d'Assistència Social del Ministeri de Governació.

## Organització
Les vies de finançament van ser variades. Les postulacions es van iniciar al desembre de 1936, amb una periodicitat quinzenal. Es comprava un emblema en dues versions de diferent preu, 0,30 i 1 pesseta. De la seva venda s'encarregaven les dones de la Secció Femenina, primer, i del Servei Social Femení després. Els emblemes eren públicament exhibits i la seva negativa a fer-ho donava lloc a la publicació de la notícia en la premsa local.

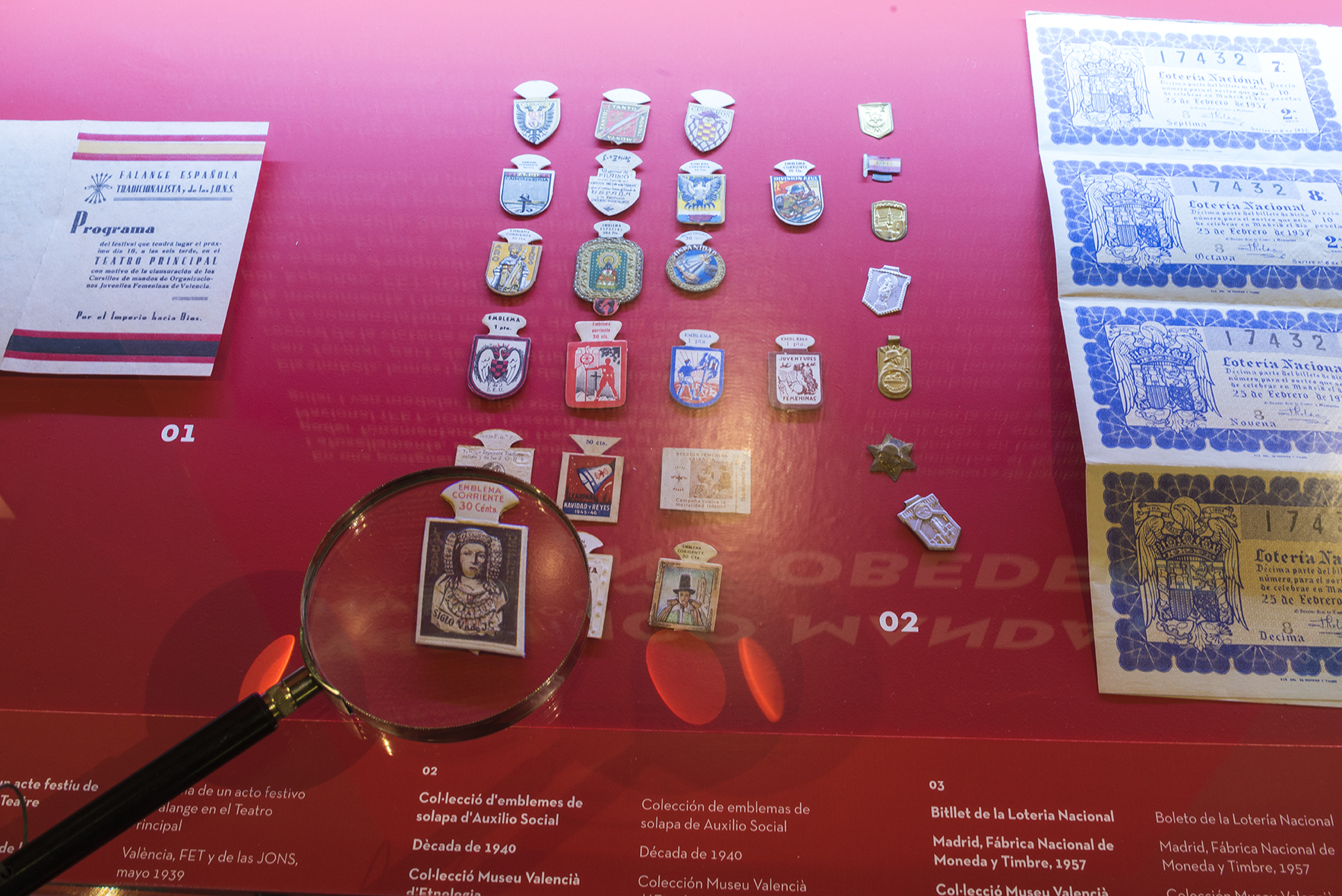
Col·lecció d'emblemes de solapa d'Auxilio Social, en l'exposició temporal Prietas las Filas. Vida Quotidiana i Franquisme, al Museu Valencià d'Etnologia.

La "Ficha Azul" era una subscripció, en principi voluntària, creada en els primers mesos de 1937. Entitats públiques i persones ben situades es comprometien a lliurar una quantitat fixa tots els mesos. La Ficha Azul es va reconèixer oficialment mitjançant una Ordre de 10 de març de 1937; es donava així estatus de legalitat a una recaptació que fins al moment no havia estat vista amb molt bons ulls per part de la una població, que la considerava com una imposició falangista. El caràcter voluntari aviat va desaparèixer i els mètodes de captació voluntària es van transformar en un mecanisme de coacció econòmica. El nom dels subscriptors es feia públic a la premsa. Els governadors civils s'encarregaven d'evitar que la seva recaptació disminuís, atès que el descens seria considerat com una desafecció cap al règim. Quan es produïa una negativa a contribuir, la identitat dels desafecte es feia publica a la premsa local. A vegades, els governadors civils, quan la recaptació baixava a la província, van imposar multes de gran quantia, publicant en la premsa local les identitats dels quals havien sofert la imposició i les circumstàncies en les quals s'havia produït la negativa a contribuir econòmicament.